# Francisco Arrué
Francisco Esteban Arrué Pardo (* 12. Juni 1977 in São Paulo, Brasilien) ist ein ehemaliger chilenischer Fußballspieler. Der Mittelfeldspieler gewann mit der U-23 Chiles die Bronzemedaille bei den Olympischen Spielen 2000.

## Karriere

### Verein
Francisco Arrué gab sein Profidebüt im Alter von 17 Jahren für den CSD Colo-Colo beim Spiel in der Copa Chile gegen den CD O’Higgins. Mit Colo-Colo wurde der Mittelfeldspieler drei Mal Meister und einmal Pokalsieger. 2000 wechselte er zu Santiago Morning und dann zu Colo-Colos Rivalen Universidad Católica, mit dem er eine gute Saison spielte. Daraufhin wechselte er ins Ausland und spielte für den FC Luzern in der Schweiz, für den CD Leganés in Spanien und für den Club Puebla in Mexiko.
2005 kam Arrué zu Universidad Católica nach Chile zurück und gewann mit dem Team die Meisterschaft der Clausura 2005 nach Elfmeterschießen gegen den Rivalen Universidad de Chile. Zum Rivalen UdC wechselte Arrué im Januar 2007. Dort blieb er ein Jahr und ging dann zum kolumbianischen Klub Atlético Nacional. Beim Klub aus Medellín hatte Arrué zunächst Startschwierigkeiten. Als er besser in die Mannschaft kam, kündigte er seinen Vertrag mit El Verde wieder.
Zum Ende des Jahres unterschrieb Arrué einen Vertrag für die neue Saison bei Universidad de Concepción. Mit dem Team gewann er die Copa Chile 2008/09. 2011 wechselte er zum zweiten Mal nach 2000 zu Santiago Morning und ging nur ein Jahr später zu Deportes La Serena, bei dem Miguel Ponce Trainer war. Diesen kannte er aus seiner Zeit bei Universidad Católica. 2013 folgte er erneut dem Lockruf eines alten Bekannten, der mittlerweile den CD Huachipato trainierte. Unter Jorge Pellicer spielte Arrué bereits bei Universidad Católica und Universidad de Concepción. Im Oktober 2014 erlitt Arrué einen Kreuzbandriss, der ihn zu einer achtmonatigen Verletzungspause zwang. In seinem letzten Profijahr spielte Arrué für Coquimbo Unido.

### Nationalmannschaft
Im Jahr 2000 konnte Francisco Arrué mit der chilenischen Olympiaauswahl die Bronzemedaille bei den Olympischen Sommerspielen in Sydney sichern.

## Trainer
Nach seiner aktiven Karriere begann Francisco Arrué als Trainer der vertragslosen Spieler der Primera B. Im Januar 2019 wurde er neuer Trainer von Deportes Colchagua in der Segunda División, für die er von November 2020 bis Juni 2021 erneut an der Seitenlinie stand. Im Januar 2022 wurde Arrué neuer Trainer beim Aufsteiger in die Segunda División Trasandino. Mit dem Aufsteiger erreichte er die Vizemeisterschaft und wechselte zur Saison 2023 zu Zweitligist San Marcos de Arica. In der zweiten Jahreshälfte 2023 war Arrué Trainer bei Audax Italiano und von März bis Juli 2024 nochmal bei den Italienern als Trainer tätig.

## Erfolge
CSD Colo-Colo
- Chilenischer Meister (3): 1996, 1997-C, 1998
- Chilenischer Pokalsieger: 1996

Universidad Católica
- Chilenischer Meister: 2005-C

Universidad de Concepción
- Chilenischer Pokalsieger: 2008/09

Chile
- Olympische Spiele 2000: Bronze